# Enicospilus kaindi
Enicospilus kaindi là một loài tò vò trong họ Ichneumonidae.